# Neverland - La vera storia di Peter Pan
Neverland - La vera storia di Peter Pan è una miniserie televisiva in 2 episodi, prodotta nel 2011 da Parallel Films e Sky Movies Production, prequel, basata sulla reinterpretazione della storia di Peter Pan.
La prima messa in onda è avvenuta negli Stati Uniti d'America il 4 e 5 dicembre 2011 su Syfy, il 9 e 16 dicembre è andata in onda nel Regno Unito su Sky Movies, mentre in Italia su Sky Uno il 28 dicembre 2011 e il 4 gennaio 2012.
La prima visione in chiaro è andata in onda su Italia 1 il 3 e 4 gennaio 2013.

## Trama

### Prima parte
La storia inizia nel cosmo, dove si segue il volo di due meteore fino ad un pianeta. Poi la scena passa ad un bosco, dal quale si affaccia una piccola e strana creatura argentata ed alata, con il viso di donna. Questa creatura guarda davanti a sé, dove un uomo incappucciato si trova su di una roccia, mentre le meteore stanno per colpirlo. Lei vola fino a lui, ma non si riesce a vedere cosa succede, se non che le meteore cadono nel punto dove si trovava l'incappucciato. 

La scena si sposta nel Mar dei Caraibi nel XVIII secolo, dove un vascello di pirati sta compiendo un arrembaggio verso una nave spagnola. Quando l'arrembaggio si conclude, si vede una piratessa, che sembra essere il capitano del vascello, aprire uno scrigno che sembrerebbe contenere il bottino di guerra. Quando la donna lo apre, tuttavia, al suo interno trova soltanto una sfera di cristallo, dentro cui si vede dapprima un bosco incantato e di seguito la creatura alata. Elizabeth Bonny, capitano della nave pirata, pensando che la sfera sia diabolica, tenta di distruggerla sparandole, ma, non appena la pallottola colpisce la sfera, si verifica un'esplosione che fa svanire la nave, mentre la scialuppa di spagnoli sopravvissuti all'arrembaggio, ancora lì vicino, recupera la sfera, intatta. 

La scena cambia nuovamente, spostandosi a Londra agli inizi del XX secolo e mostrandoci una banda di ragazzi, dediti a piccoli furti e guidati da uno di loro, chiamato Peter. La banda i ragazzi sono al servizio di uno spadaccino detto "Jimmy". Ladro professionista, un giorno Jimmy incarica i ragazzi di derubare un negozio d'antichità. Sebbene all'inizio sia il solo Peter ad essere d'accordo con il progetto, questi riesce in breve a convincere anche gli altri e così, quando Jimmy comunica a Peter di aver cambiato idea e di ritenere il furto troppo pericoloso per loro, il ragazzo decide di agire comunque. Una volta entrato nel negozio, dopo un acceso confronto con Jimmy che gli rimprovera la sua avventatezza, all'interno della cassaforte trova una scrigno che, una volta aperto, rivela la sfera già vista in precedenza. 

Quando la sfera viene toccata, una nuova esplosione fa svanire Jimmy e tutti i compagni di Peter. Sconvolto dal senso di colpa ed attribuendosi la piena responsabilità della presunta morte dei suoi amici, il ragazzo torna a casa dove si imbatte in un uomo che cerca Jimmy. Peter lo segue fino all'abitazione di quest'ultimo dove trova un secondo uomo a cui racconta quanto accaduto; quest'ultimo lo informa che Jimmy non è morto, ma si trova in un altro mondo e che, per riportarlo indietro, c'è bisogno della sfera che rappresenta il portale di accesso per l'altro mondo. 

Peter, però, non si fida e scappato via, giunge a casa dove tocca la sfera entrando nel mondo fatato. Qui scopre che i suoi amici, ad eccezione di Rosso, sono stati catturati dai pirati. Attaccati da uno sciame di piccole creature volanti, vengono salvati da una tribù di indiani; questi ultimi spiegano loro che si trovano nell'Isola che non c'è, Neverland in inglese, un luogo dove il tempo si è fermato e non è possibile invecchiare. Gli indiani spiegano, poi, ai ragazzi che le creature che li hanno attaccati sono gli spiriti del bosco, creature da cui è possibile estrarre una polvere capace di dare a chi ne viene coperto immensi poteri tra i quali quello di volare. Fatta amicizia con Aaya, la figlia del capo tribù (il cui nome significa Giglio Tigrato), Peter scopre l'esistenza di un passaggio segreto che porta al mare e, una volta lì, ruba una canoa e riesce a salvare i ragazzi mentre Jimmy, il cui vero nome è James Hook, si è ormai unito alla ciurma dei pirati, soggiogato dal loro capitano.

Guidato da un sogno, e dalla figlia del capo indiano, Peter raggiunge una città, nascosta nel cuore dell'isola, dove trova l'incappucciato; quest'ultimo, che si rivela essere l'uomo che gli aveva parlato del portale, spiega di essere alchimista di corte della regina Elisabetta I, di essere rimasto intrappolato in quel mondo e di essere riuscito a forgiare una pietra capace di riportare gli uomini nel mondo reale. I ragazzi scoprono anche che lo spirito del bosco che li aveva condotti fin lì è Campanellino, diventato particolarmente luminoso dopo aver tentato di salvare l'uomo dai meteoriti. L'uomo racconta di aver deciso di costruire la città per portarvi le menti più brillanti del mondo reale, ma mentre l'alchimista sta spiegando ai ragazzi i misteri dell'Isola che non c'è, sopraggiungono i pirati. Dopo un aspro combattimento, Peter viene colpito e precipita, apparentemente morto, mentre i pirati fanno prigioniera Aaya, uccidono il vecchio alchimista ed incendiano la città.

### Seconda parte
Peter, salvato dagli spiriti del bosco, viene intriso di polvere di roccia, la sostanza tanto ricercata dai pirati, poiché si pensa che renda come degli dei. Così, mentre i pirati cercano di raggiungere la fonte della polvere, Peter, volando, salva la figlia del capo indiano ma resta imprigionato da uno scorpione gigante, dando ai pirati il modo di rapirlo.
Peter, costretto con la forza, porta i pirati alla fonte della polvere di roccia e Bonny ci si butta dentro. Ma, non avendo un cuore puro, esplode.
Nel frattempo arrivano anche gli indiani, che sia Peter che i suoi ragazzi avevano avvertito ed inizia la battaglia.
Durante lo scontro finale tra Hook e Peter questi, per tentare di ucciderlo, colpisce con il pugnale il polso di Hook perdendo la mano che cade nel fiume e viene mangiata dal coccodrillo. In più, per ripicca, Hook getta anche l'orologio, anch'esso mangiato dalla bestia.
Peter torna da Londra e porta ai suoi amici dei doni, i quali gli fanno notare di aver perso l'ombra.

## Location
Le riprese si sono svolte in Irlanda, a Dublino e Swords, e a Genova sul vascello Neptune, già location originale del film Pirati di Roman Polański.

## Curiosità
- Bob Hoskins interpreta nuovamente il personaggio di Spugna dopo Hook - Capitan Uncino, film del 1991 diretto da Steven Spielberg. Lo stesso Giorgio Lopez, che doppia Spugna nella versione italiana, lo aveva già doppiato nel film del 2003.